# Biroia elegans
Biroia elegans är en stekelart som beskrevs av Szepligeti 1900. Biroia elegans ingår i släktet Biroia och familjen bracksteklar. Inga underarter finns listade.